# Grevillea aspleniifolia
A Grevillea aspleniifolia é uma espécie de planta com flor da família Proteaceae e é endêmica do leste de Nova Gales do Sul. É um arbusto que se espalha com folhas que variam de lineares a estreitas em forma de ovo e flores arroxeadas.

## Descrição
A Grevillea aspleniifolia é um arbusto que se espalha e geralmente atinge de 1 a 5 m de altura e até 5 m de largura. As folhas variam de lineares a estreitas e possuem forma de ovo, com 150-250 mm de comprimento e 3-15 mm de largura, com serrilhas irregulares e uma superfície inferior com pelos de lã, com as bordas viradas para baixo ou enroladas. As flores são dispostas em racemos semelhantes a escovas de dentes ao longo de um ráquis, geralmente com 30 a 50 mm de comprimento, e são arroxeadas com pelos cinza ou brancos. O pistilo tem, em sua maioria, de 15 a 25 mm de comprimento e o estilete tem uma ponta verde. A floração ocorre principalmente de julho a novembro e os frutos são folículos peludos de 11 a 12 mm de comprimento.

### Espécies similares
A G. aspleniifolia é muito parecida com sua parente, a G. longifolia [en], mas difere pelo fato de seus ramos serem arredondados e cobertos por pêlos curtos e cinzentos, enquanto os ramos da G. longifolia são marrom-claros e cobertos por pelos marrons. A G. aspleniifolia também se distingue da G. longifolia por suas folhas: a primeira tem pelos acinzentados e lanosos na parte inferior das folhas, que podem ser inteiras ou irregularmente dentadas, enquanto a segunda tem pelos que variam de acinzentados a marrons na parte inferior das folhas. Ambas as espécies podem ter folhas inteiras, embora estas sejam geralmente mais numerosas na G. aspleniifolia.

## Taxonomia
A Grevillea aspleniifolia foi descrita formalmente pela primeira vez em 1809 por Joseph Knight [en] em On the cultivation of the plants belonging to the natural order of Proteeae. O epíteto específico (aspleniifolia) significa “folhas de Asplenium".

## Distribuição e habitat
Essa planta cresce em florestas de arenito ou xisto nas bacias hidrográficas da represa Warragamba e do rio Woronora, e perto das cavernas de Bungonia, no leste de Nova Gales do Sul.

## Uso na horticultura
A Grevillea aspleniifolia é relatada como uma planta resistente e de crescimento rápido que tolera solos pesados, desde que o solo seja bem drenado. É preferível uma posição ensolarada.

## Status de conservação
Essa espécie está listada como “Quase Ameaçada” na Lista Vermelha de Espécies Ameaçadas da IUCN. Ela tem uma distribuição restrita e uma população naturalmente muito fragmentada, onde ocorre em várias subpopulações pequenas e isoladas. As ameaças a essa espécie incluem danos e/ou pastoreio por veados introduzidos e regimes de incêndio alterados.